# NGA
NGA (ang. Next-generation access) – sieć dostępu nowej generacji, opisuje znaczące aktualizacje szerokopasmowego dostępu do sieci poprzez stopniowe zmiany szybkości i jakości usług. Uznaje się ją zwykle za asymetryczną, z szybkością pobierania powyżej 24 Mb oraz dużą prędkością przesyłania danych. Brytyjski Superfast Next Generation Broadband OFCOM zdefiniował NGA w „Ofcom marzec 2010. Przegląd rynku hurtowego dostępu lokalnego” następująco: „Super szybki dostęp szerokopasmowy oznacza zazwyczaj szerokopasmowe produkty, które zapewniają maksymalną prędkość pobierania, większą niż 24 Mbit/s. Próg ten jest powszechnie uważany za maksymalną prędkość, która może być obsługiwana przez sieć bieżącej generacji (na bazie miedzi)".

## Przełomowe momenty
Od połowy pierwszej dekady XXI w. operatorzy na całym świecie rozwijają dostęp do sieci Internet o wysokiej prędkości. Niektórzy używają topologii sieci znanej jako Active Ethernet typu Point-to-Point do świadczenia usług z centralnego biura bezpośrednio w domach klientów. Końcówka światłowodu obsługiwana jest przez techniczny interfejs między dzielnicą mieszkalną a światem zewnętrznym („bramka domowa”) i dostarczana przez Advanced Digital Broadcast (Zaawansowana Transmisja Cyfrowa) do wnętrza domu abonenta, gdzie może być dzielona z innymi urządzeniami elektroniki użytkowej.
Od 2007 r. włoscy dostawy usług dostępu do internetu Fastweb, Telecom Italia, Vodafone oraz Wind Telecom biorą udział w inicjatywie zwanej Światłowód dla Włoch, w celu stworzenia we Włoszech ogólnokrajowej sieci światłowodowej w programie „Światłowód-w-domu”. Program pilotażowy odbywający się we włoskiej stolicy, Rzymie, ma symetryczną przepustowość 100 Mbit/s. Telecom Italia, która odmówiła udziału w inicjatywie Światłowód dla Włoch, ma jeszcze bardziej ambitny plan, aby zrealizować programy Światłowód-w-domu i Światłowód-dla-biznesu w 138 miastach do 2018 r. Pod koniec grudnia 2010 r. łączna liczba podłączonych domów do Światłowodów przekroczyła 2,5 mln z ponad 348 tys. abonentów.
Stałe bezprzewodowe i mobilne bezprzewodowe technologie, takie jak Wi-Fi, WiMax czy 3GPP Long-Term Evolution (LTE) są alternatywą dla zapewnienia dostępu do Internetu.

## Regulacje
We wrześniu 2010 r. Komisja Europejska opublikowała nową Rekomendację dla Regulowanego Dostępu do Sieci NGA, wraz z listą działań na rzecz wdrożenia szybkiego internetu szerokopasmowego i kolejnych generacji sieci dostępowych.